# AMD Sempron
Duron
Le Sempron est un microprocesseur d'entrée de gamme d'AMD qui remplace le Duron. En compétition avec les Celeron d'Intel, il résulte de la déclinaison de trois architectures d'AMD, K7, K8 et K10.

## Les Socket

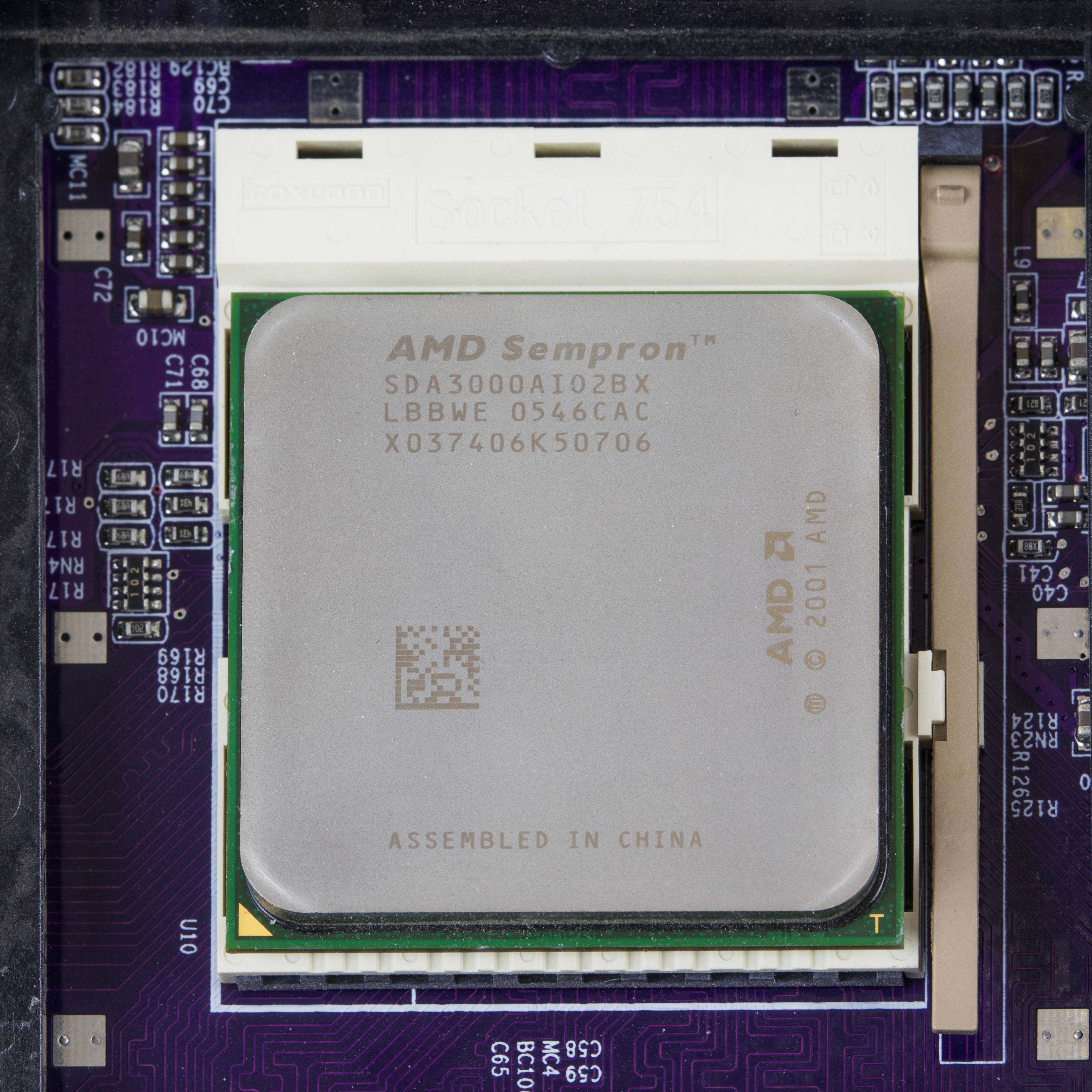
Un processeur AMD Sempron 3000+, socket 754

### Sempron: Socket A
Il s'insère sur le Socket A des Athlon, Athlon XP et Duron, et n'est autre qu'un Athlon XP à core Thorton disposant de 256 Kio de cache de niveau 2 et d'un bus EV6 166 MHz DDR. L'amputation d'une partie du cache des Athlon XP dotés du core Barton (512 Kio) lui confère un intérêt discutable. Seule la version 3000+ dispose d'un cache de niveau 2 de 512 Kio.
À noter que comme tous les processeurs AMD de 7e génération (Athlon, Athlon XP, Athlon MP, Duron), le Sempron Socket A dispose d'un cache de niveau 1 de 128 Kio géré de manière exclusive, c'est-à-dire que les informations contenues dans le cache de niveau 1 ne sont pas recopiées dans le cache de niveau 2.
Il dispose de Performance Ratings allant de 2200+ à 3000+.
Tous paramètres égaux, il fait jeu égal avec l'Athlon XP. Aucune différence majeure au niveau technique, la différence se situant au niveau marketing, le Performance Rating ayant été réévalué à la hausse pour contrer l'entrée de gamme Intel : le Celeron.

### Sempron: Socket 754
Le second est basé sur l'architecture AMD64 et se place sur Socket 754 comme les Athlon 64 de première génération. Sa différence avec les Athlon 64 classiques réside dans le fait que les extensions 64 bits sont désactivées (sauf pour les versions les plus récentes, cf. ci-dessous). L'excellent contrôleur mémoire intégré reste par contre de la partie, ce qui lui confère un bon rapport qualité/prix.
Le cache de niveau 1 est de 128 Kio. Quant au cache de niveau 2, il varie de 128 Kio à 256 Kio, permettant à AMD de proposer plusieurs niveaux de performances.
Il dispose de Performance Ratings allant de 2600+ à 3400+.

### Sempron: Socket 939
Il existe une version qui se place aussi sur Socket 939, la seule différence avec les versions Socket 754 se situe au niveau de la gestion mémoire qui prend en charge le dual-channel.
La révision du core Palermo E3 ne supporte pas les extensions 64 bit contrairement à la révision E6.
Les Performance Ratings vont de 3000+ à 3500+.

### Sempron: Socket AM2
La troisième mouture du Sempron est également basée sur l'architecture AMD64, mais relève plutôt du Socket AM2. Ce support, lui-même dérivé des sockets 939/940, apporte comme grande nouveauté le support de la mémoire DDR2, pourtant présente depuis un bon moment sur le marché. Ceci permet de profiter d'une nouvelle plage de fréquences DDR2, allant de 533 à 800 MHz, contrairement à la plage précédente DDR1 de 266 à 400 MHz. Plusieurs analystes déplorent le faible gain de performances net apporté du fait de la latence importante de la DDR2. En effet, malgré une fréquence doublée, plusieurs secteurs d'activité, notamment les jeux vidéo, ne bénéficient pas d'une amélioration significative.
La gravure reste à 90 nm SOI, comme c'était le cas avec les versions sur S754. La technologie d'économie d'énergie Cool'n'Quiet, arrivée tard sur les modèles S754, est dorénavant intégrée à tous les processeurs Sempron AM2, à l'exception des modèles 2800+ et 3000+. Enfin, à cette économie s'ajoute la distribution de modèle « EE », pour Energy Efficient, qui font passer la consommation électrique de 62 W à 35 W.
La série, nommée Manila dispose de Performance Ratings allant de 2800+ à 3600+, pour des fréquences allant de 1,6 GHz à 2,0 GHz.

### Sempron: Socket AM3
Les Semprons sur Socket AM3 sont les derniers en date sur le marché. Il n'y a plus qu'une seule version vendue, le Sempron 145. C'est un monocore basé sur un cœur Sargas et cadencé à 2,8 GHz. Il concurrence tous les autres processeurs en offrant des performances honorables tout en étant le processeur le moins cher (environ 30 €). Il est basé sur l'architecture des Phenom II dont il hérite de certaines fonctionnalités.

## Modèles

### K7 (x86)

#### Thoroughbred B/Thorton (130 nm)
- Cache L1 : 64 + 64 Kio (Données + Instructions)
- Cache L2 : 256 Kio, fullspeed
- MMX, 3DNow!, SSE
- Socket A (EV6)
- FSB : 166 MHz (FSB 333) et 200 MHz (FSB 400)
- VCore : 1,6 V
- Première sortie : 28 juillet 2004
- Fréquence d'horloge : 1500 MHz - 2000 MHz (2200+ à 2800+)

| Modèle | Fréquence |
| ------ | --------- |
| 2200+  | 1500 MHz  |
| 2300+  | 1583 MHz  |
| 2400+  | 1666 MHz  |
| 2500+  | 1750 MHz  |
| 2600+  | 1833 MHz  |
| 2800+  | 2000 MHz  |

#### Barton (130 nm)
- Cache L1 : 64 + 64 Kio (Données + Instructions)
- Cache L2 : 512 Kio, fullspeed
- MMX, 3DNow!, SSE
- Socket A (EV6)
- FSB : 166 MHz (FSB 333)
- VCore : 1,6 V
- Première sortie : 17 septembre 2004
- Fréquence d'horloge : 2000 MHz (3000+)

### K8 (AMD64)

#### Desktop

##### Paris (130 nmSOI)
- Cache L1 : 64 + 64 Kio (Données + Instructions)
- Cache L2 : 256 Kio, fullspeed
- MMX, 3DNow!, SSE, SSE2
- Contrôleur de mémoire intégré
- Socket 754, HyperTransport à 800 MHz
- VCore : 1,4 V
- Première sortie : 28 juillet 2004
- Fréquence d'horloge : 1800 MHz (3100+)

##### Palermo (90 nmSOI)
- Les premiers modèles sont labellés "Oakville" mobile Athlon64
- Cache L1 : 64 + 64 Kio (Données + Instructions)
- Cache L2 : 128/256 Kio, fullspeed
- MMX, 3DNow!, SSE, SSE2
- Cool'n'Quiet (3000+ et au-dessus)
- Protection virus augmentée (NX bit)
- Contrôleur de mémoire intégré
- Socket 754, Socket 939, HyperTransport à 800 MHz
- VCore : 1,4 V
- Première sortie : février 2005
- Fréquence d'horloge : 1600 - 2000 MHz
  - 128 Kio cache L2 : 1600 - 2000 MHz (2600+ à 3200+)
  - 256 Kio cache L2 : 1600 - 2000 MHz (2800+ à 3300+)
- 64 bit et SSE3 activés sur les modèles Palermo 3000+ et 3300+ depuis juin 2005

##### Manila (90 nmSOI)
- Cache L1 : 64 + 64 Kio (Données + Instructions)
- Cache L2 : 128/256 Kio, fullspeed
- MMX, 3DNow!, SSE, SSE2, SSE3, X86-64
- Cool'n'Quiet (3200+ et au-dessus)
- Protection virus augmentée (NX bit)
- Contrôleur de mémoire intégré
- Socket AM2, HyperTransport à 1600, 1800, 2000 MHz
- VCore : 1,25/1,35/1,4 V
- Première sortie : mai 2006
- Fréquence d'horloge : 1600 - 2000 MHz
  - 128 Kio cache L2 : 1800 - 2000 MHz (3200+ et 3500+)
  - 256 Kio cache L2 : 1600 - 2000 MHz (2800+, 3000+, 3400+ et 3600+)

#### Sempron Mobile

##### Sonora (90 nmSOI)
- Cache L1 : 64 + 64 Kio (Données + Instructions)
- Cache L2 : 128 Kio, fullspeed
- MMX, 3DNow!, SSE, SSE2, X86-64
- Socket 754
- VCore : ?
- Première sortie : ?
- Fréquence d'horloge : ? MHz
  - 128 KiB cache L2 (Sempron 3000+)

##### Keene (90 nmSOI)
- Cache L1 : 64 + 64 Kio (Données + Instructions)
- Cache L2 : 256/512 Kio, fullspeed
- MMX, 3DNow!, SSE, SSE2, SSE3, X86-64
- Cool'n'Quiet (3200+ et au-dessus)
- Protection virus augmentée (NX bit)
- Contrôleur de mémoire intégré
- Socket S1, HyperTransport à 800 MHz
- VCore : 0,950-1,25 V
- Première sortie : mai 2006
- Fréquence d'horloge : 1000 - 2000 MHz
  - 256 KiB cache L2 (Sempron 2100+, 3400+)
  - 512 KiB cache L2 (Sempron 3200+, 3500+, 3600+)

#### Sparta (65 nm)
MMX, 3DNow!, SSE, SSE2, SSE3, X86-64, Cool'n'Quiet, NX bit
| Modèle  | Nb. cœurs | Fréquence | Cache L2 | Revision | Mult. | Tension             | TDP | HyperTransport | Référence                   | Commercialisation |
| ------- | --------- | --------- | -------- | -------- | ----- | ------------------- | --- | -------------- | --------------------------- | ----------------- |
| LE-1300 | 1         | 2,3 GHz   | 512 Kio  | G2       | x11,5 |                     | 45W |                | SDH1300IAA4DP               | août 2007         |
| LE-1250 | 1         | 2,2 GHz   | 512 Kio  | G2       | x11   | 1,2 - 1,35 - 1,4 V  | 45W | 800 Mhz        | SDH1250IAA4DP               | août 2007         |
| LE-1200 | 1         | 2,1 GHz   | 512 Kio  | G1 G2    | x10,5 | 1,2 - 1,35 - 1,4 V  | 45W |                | SDH1200IAA4DE SDH1200IAA4DP | août 2007         |
| LE-1150 | 1         | 2,0 GHz   | 256 Kio  | G1       | x10   | 1,25 - 1,3 - 1,35 V | 45W |                | SDH1150IAA3DE               | août 2007         |
| LE-1100 | 1         | 1,9 GHz   | 256 Kio  | G1       | x9,5  | 1,25 - 1,3 - 1,35 V | 45W |                | SDH1100IAA3DE               | août 2007         |

#### Brisbane ou Sherman (65 nm)
Pour concurrencer les Celeron double cœur d'Intel, AMD a décidé de proposer un nouveau Sempron double cœur (Sempron x2). Selon les données fournies par CPU-Z, il s'agirait d'un nouveau cœur : Sherman mais certains pensent qu'il s'agirait en fait d'un cœur Brisbane auquel aurait été retiré la moitié de son cache L2. Il fut dans un premier temps uniquement disponible pour le marché chinois avant d'être commercialisé sur le marché français en avril 2008 soit 2 mois après
| Modèle | Nb. cœurs | Fréquence | Cache L2    | Revision | Mult. | Tension | TDP  | HyperTransport | Référence                   | Commercialisation |
| ------ | --------- | --------- | ----------- | -------- | ----- | ------- | ---- | -------------- | --------------------------- | ----------------- |
| 2100   | 2         | 1,8 GHz   | 2 x 256 Kio | G1 G2    | x9    | 1,3 V   | 65 W | 800 MT/s       | SDD2100IAA4DD SDD2100IAA4DO | février 2008 ?    |
| 2200   | 2         | 2,0 GHz   | 2 x 256 Kio | G2       | x10   | 1,3 V   | 65 W | 800 MT/s       | SDO2200IAA4DO               | ?                 |
| 2300   | 2         | 2,2 GHz   | 2 x 256 Kio | G2       | x11   | 1,3 V   | 65 W | 800 MT/s       | SDO2300IAA4DO               | ?                 |

### Sempron 2x0U (65 nm)
Face à l'Intel Atom, AMD a décidé de répliquer en proposant des processeurs dédiés aux ordinateurs ultraportables et systèmes embarqués mais dans une gamme de performance supérieure : les Athlon Neo et Turion Neo. Cette gamme Neo est complétée vers l'entrée de gamme par les Sempron 2x0U. Malgré la commercialisation de l'architecture K10 depuis 2008, ces Sempron restent basés sur l'architecture K8 en gravure 65 nm.
Le processeur est proposé sous la forme d'une plate-forme comprenant un chipset dédié, le AMD M690E (DirectX 9), et pouvant être accompagné d'une carte graphique dédié : la Radeon E2400 (DirectX 10). Les contraintes imposés en termes de taille ont aussi obligé un recours à un nouveau socket de type BGA, le ASB1.
| Modèle       | Nombre de cœurs | Fréquence | Cache  | Cache   | Mult. | Tension | Révision | TDP  | HyperTransport | Socket | Référence      | Commercialisation |
| Modèle       | Nombre de cœurs | Fréquence | L1     | L2      | Mult. | Tension | Révision | TDP  | HyperTransport | Socket | Référence      | Commercialisation |
| ------------ | --------------- | --------- | ------ | ------- | ----- | ------- | -------- | ---- | -------------- | ------ | -------------- | ----------------- |
| Sempron 2x0U |                 |           |        |         |       |         |          |      |                |        |                |                   |
| 210U         | 1               | 1,5 GHz   | 64 kio | 256 Kio |       |         |          | 15 W | 800 MHz        | ASB1   | SMG210UOAX3DVE |                   |
| 200U         | 1               | 1,0 GHz   | 64 kio | 256 Kio |       |         |          | 8 W  | 800 MHz        | ASB1   | SMF200UOAX3DVE |                   |

### K10

#### Sargas (45 nm)
La commercialisation de la gamme Sargas permet à AMD de proposer dans l'entrée de gamme des modèles basés sur le die-shrink en 45 nm de l'architecture K10 à l'image des Athlon II et Phenom II. Comme pour ces derniers, le Sempron Sargas introduit le support du socket AM3 (rétrocompatible AM2+). Son die est basé sur celui des Athlon II de type Regor dont un cœur est désactivé. C'est aussi l'occasion pour AMD de proposer une vraie nouveauté dans cette gamme où les modèles Sherman sont restés cantonnés au domaine des OEM.
Bien que monocore, il est possible, à l'image des autres modèles AMD, de réactiver le cœur inactif en choisissant d'activer l’option Advanced Clock Calibration. À condition que le cœur inactif soit viable, il est alors possible d'obtenir un modèle double cœur reconnu comme un " Athlon II X2 4400e ". En overclocking, certains ont pu atteindre 5,5 GHz sous azote liquide. Plus tardivement, des Sempron double cœur sont venus se loger entre l'offre mono-cœur d'AMD et le bas de la gamme Athlon II X2. Il s'agit toujours de die type Regor, mais cette fois c'est la moitié du cache L2 qui est désactivée pour obtenir ces processeurs.
| Modèle      | Nombre de cœurs | Fréquence | Cache  | Cache       | Cache | Mult. | Tension | Révision | TDP  | HyperTransport | Socket   | Référence     | Commercialisation    |
| Modèle      | Nombre de cœurs | Fréquence | L1     | L2          | L3    | Mult. | Tension | Révision | TDP  | HyperTransport | Socket   | Référence     | Commercialisation    |
| ----------- | --------------- | --------- | ------ | ----------- | ----- | ----- | ------- | -------- | ---- | -------------- | -------- | ------------- | -------------------- |
| Sempron 1x0 |                 |           |        |             |       |       |         |          |      |                |          |               |                      |
| 140         | 1               | 2,7 GHz   | 64 kio | 1 Mio       | -     | x13,5 | 1.344 V | C2       | 45 W | 2000 MT/s      | AM2+/AM3 | SDX140HBK13GQ | 20 juillet 2009      |
| 145         | 1               | 2,8 GHz   | 64 kio | 1 Mio       | -     | x14   | 1.35 V  | C3       | 45 W | 2000 MT/s      | AM2+/AM3 | SDX145HBK13GM | mai 2010             |
| 150         | 1               | 2,9 GHz   | 64 kio | 1 Mio       | -     | x14,5 | 1.35 V  | C3       | 45 W | 2000 MT/s      | AM2+/AM3 | SDX150HBK13GM | mai 2010             |
| 180         | 2               | 2,4 GHz   | 64 kio | 2 x 512 kio | -     | x12   | -       | C3       | 45 W | 2000 MT/s      | AM2+/AM3 | SDX180HDK22GM | septembre 2010 (oem) |
| 190         | 2               | 2,5 GHz   | 64 kio | 2 x 512 kio | -     | x12,5 | -       | C3       | 45 W | 2000 MT/s      | AM2+/AM3 | SDX190HDK22GM | automne 2011         |